# Contacteur
Un contacteur est un appareil électrotechnique destiné à établir ou interrompre le passage du courant, à partir d'une commande à distance, électrique ou pneumatique.

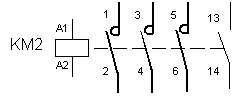
Symbole électrique d'un contacteur tripolaire : à gauche la bobine, au centre les contacts de puissance, à droite un contact auxiliaire.

## Utilisations
Il est une sous catégorie des relais électromécanique, ses contacts sont prévus pour supporter un courant important.
Les contacteurs sont utilisés afin d'alimenter des moteurs industriels de petite, moyenne et grande puissance. Ils possèdent un pouvoir de coupure important,,.
Ils sont aussi utilisés en milieu domestique pour alimenter des appareils électriques comme le chauffage ou le chauffe-eau, car les organes de commande (thermostat, interrupteur horaire et autres contacts de commande) risqueraient d'être rapidement détériorés par un courant trop important.
On en trouve aussi dans certains véhicules comme le contacteur/interrupteur d'allumage au mercure (contenant environ 1 gramme de mercure) qui permet d'allumer la lumière éclairant le coffre quand on en ouvre le capot à partir d'un certain angle (parfois remplacé par un contacteur à bille). Des contacteurs au mercure sont également utilisés dans de nombreux appareils domestiques.

## Construction
Selon leur utilisation, ils peuvent être unipolaires, bipolaires, tripolaires ou encore tétrapolaires ; c'est-à-dire qu'ils possèdent de un à quatre contacts de puissance.
Sur les contacteurs de puissance élevée les bobines de commande sont souvent interchangeables, permettant de commander le contacteur avec différentes tensions (24 V, 48 V, 110 V, 230 V, 400 V). Cette tension peut être continue comme alternative.
Les contacteurs tripolaires comportent la plupart du temps un contact auxiliaire, tandis que les contacteurs tétrapolaires n'en ont en général pas (la place du contact auxiliaire étant occupée par le quatrième contact de puissance 7-8 non représenté sur le schéma ci-dessous).
La différence entre contact de puissance et contact auxiliaire réside dans le fait que le contact de puissance est prévu pour résister à l'apparition d'un arc électrique issu d'un fort courant, à l'ouverture ou à la fermeture du circuit ; de ce fait, c'est ce contact qui possède un fort pouvoir de coupure. Le contact auxiliaire n'est doté que d'un très faible pouvoir de coupure ; ce dernier fait partie de la partie commande du montage dont les courants restent faibles face à la partie puissance.
Ainsi, la seule différence qui existe entre un relais électromécanique et un contacteur est la présence ou non de contacts de puissance, pouvant établir ou interrompre de forts courants. On peut considérer un contacteur comme étant un « relais de puissance », ou bien un relais comme étant un « contacteur dépourvu de contacts de puissance ».

Différents contacteurs
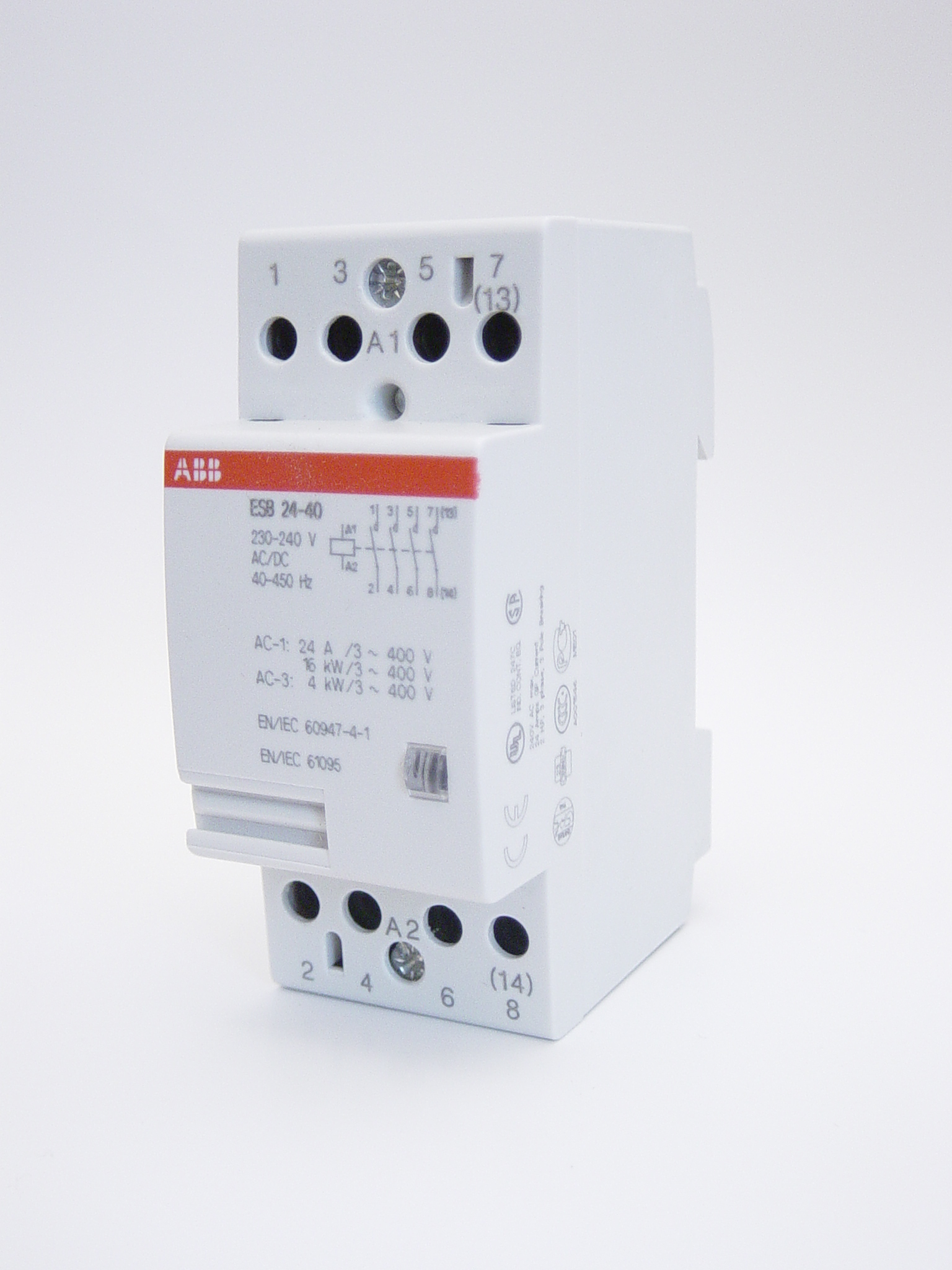
Contacteur de petite puissance tétrapolaire.
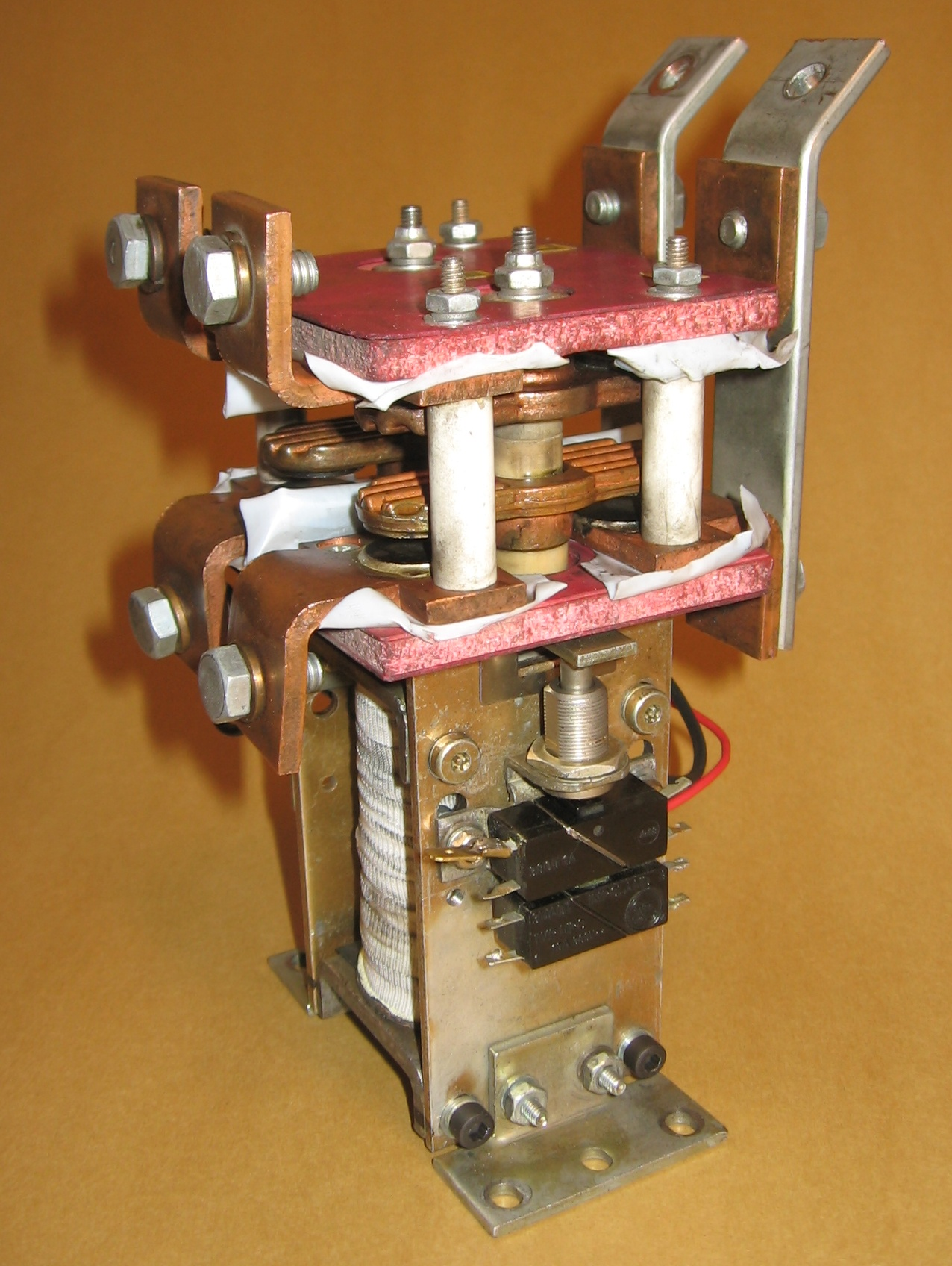
Contacteur très forte puissance de technologie assez ancienne.
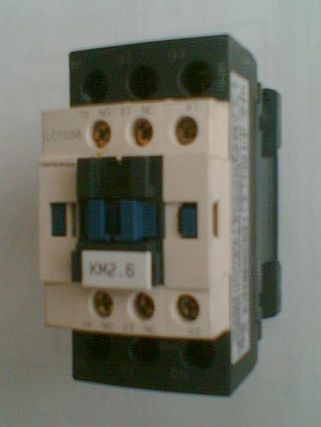
Contacteur tripolaire moderne

Chaque contact d'un contacteur est composé de deux parties distinctes :
- Une partie fixe appelée « armature fixe »
- une partie mobile appelée « armature mobile ».

Lorsque la bobine n’est parcourue par aucun courant électrique, l’armature fixe n’exerce aucune attraction magnétique sur l’armature mobile. Celle-ci est maintenue éloignée de l’armature fixe par un ou plusieurs ressorts : le circuit magnétique est alors ouvert. Lorsque la bobine est parcourue par un courant suffisant, l’armature fixe attire l’armature mobile et se colle à celle-ci : le circuit est désormais fermé. L’armature mobile du circuit est solidaire des contacts du contacteur. Les mouvements de l’armature mobile entraînent donc l’ouverture ou la fermeture des contacts.

## Repérage des bornes
Chaque borne est repérée par un nombre. Un seul chiffre pour les bornes de puissance et deux pour les bornes des contacts auxiliaires.

Chaque borne de puissance possède un chiffre impair pour les bornes supérieures, et un chiffre pair pour les bornes inférieures.

Les bornes des contacts auxiliaires possèdent deux chiffres : le chiffre des unités indique le type du contact : 1-2 pour un NC (de l'anglais Normally Closed), 3-4 pour un NO (de l'anglais Normally Opened), 5-6 et 7-8 pour des contacts spéciaux, notamment sur les blocs temporisés, le chiffre des dizaines permettant d'identifier chaque contact (il n'y a qu'un seul contact 13-14, 23-24...).
```
 1   3   5   13
 |   |   |   |
\   \   \   \
 |   |   |   |
 2   4   6   14
```

Les bornes de la bobine de commande sont repérées A1 A2.

## Contacts auxiliaires
Il est possible d'adjoindre des contacts auxiliaires supplémentaires aux contacteurs, via le montage d'un bloc additif. Ce bloc peut comporter des contacts NO (normalement ouvert), NC (normalement fermé) ou temporisés, qui peuvent également être NO ou NC. On trouve en général une association de 2xNC + 2xNO par bloc additif. Les  blocs de contacts temporisés comportent en général deux contacts : NC et NO.
Selon le modèle utilisé, on peut ajouter de un à plusieurs blocs additifs par contacteur (sur le dessus, et sur les côtés).

## Les contacteurs au mercure
La plupart sont résistants aux vibrations, chocs et à la chaleur.
Il en existe de nombreux modèles. Ils permettent de détecter de faibles mouvements et sont donc utilisés comme capteurs pour des systèmes d'alarme, des thermostats ou comme détecteurs d'inclinaison, de mouvement ou de position, ou encore comme détecteur d'angle d'ouverture et interrupteur ou commande de l'éclairage d'appareils de cuisson asservi à l'ouverture d'une porte de cuisinière à gaz, cuisinière électrique et autres appareils de cuisson. Certains modèles peuvent aider les personnes éprouvant des difficultés à commander un appareil électrique (contacteur par mouvement). « Un interrupteur à mercure moyen peut contenir jusqu'à trois grammes de mercure, alors que les interrupteurs de grande taille peuvent en contenir jusqu'à 10 grammes ». « Les contacts mouillés au mercure comportent une anche encapsulée dans un tube de verre dont la base est submergée dans un bassin de mercure et dont l'autre extrémité peut se déplacer d'un contact fixe à l'autre  ». Le mercure est un produit toxique, volatil, polluant et non dégradable interdit dans certains pays, et qui devrait faire l'objet de précaution en fin de vie des appareils en contenant.